# 리눅스 침입 탐지 시스템
리눅스 침입 탐지 시스템(LIDS)은 리눅스 커널에 대한 패치이자, 강제적 접근 통제(MAC)을 구현함으로써 커널의 보안을 강화하는 커널 관련 관리 툴이다. LIDS가 효과적인 경우 선택된 파일 접근, 모든 시스템 네트워크 관리 동작, 메모리 그리고 입출력 접근 등이 심지어 루트에게도 불가능해질 수 있다. 어떤 프로그램이 특정한 파일들에 접근할 수 있는지를 정의할 수 있으며, 이것은 시스템 역량을 확장하고 커널에 네트워크와 파일시스템 보안 특성을 추가한다. 또한 보안을 섬세하게 조정할 수 있고 민감한 프로세스들을 숨기고 네트워크를 통해서 보안 알림을 받을 수 있다. LIDS는 현재 리눅스 커널 2.6과 2.4를 지원한다. LIDS는 GNU 일반 공중 사용 허가서(GPL) 하에서 배포된다.

## 현재 상태
2013년을 기준으로, 프로젝트는 진행되지 않는 것으로 보인다. 홈페이지와 관련 포럼에서의 마지막 업데이트는 2010년에 이루어졌다.

## 수상
- Top 75 security tools in 2003[1]
- Top 50 Security tools in 2000[2]
- Best of Linux for October 9, 2000[3]

## 같이 보기
- AppArmor
- 보안 강화 리눅스